# South Lawndale

Situation de South Lawndale dans la ville de Chicago

South Lawndale est l'un des 77 secteurs communautaires de la ville de Chicago aux États-Unis. Il est principalement habité par des communautés originaire du Mexique et d'Europe de l'Est (principalement d'origine polonaise et tchèque).